# Svjatogor

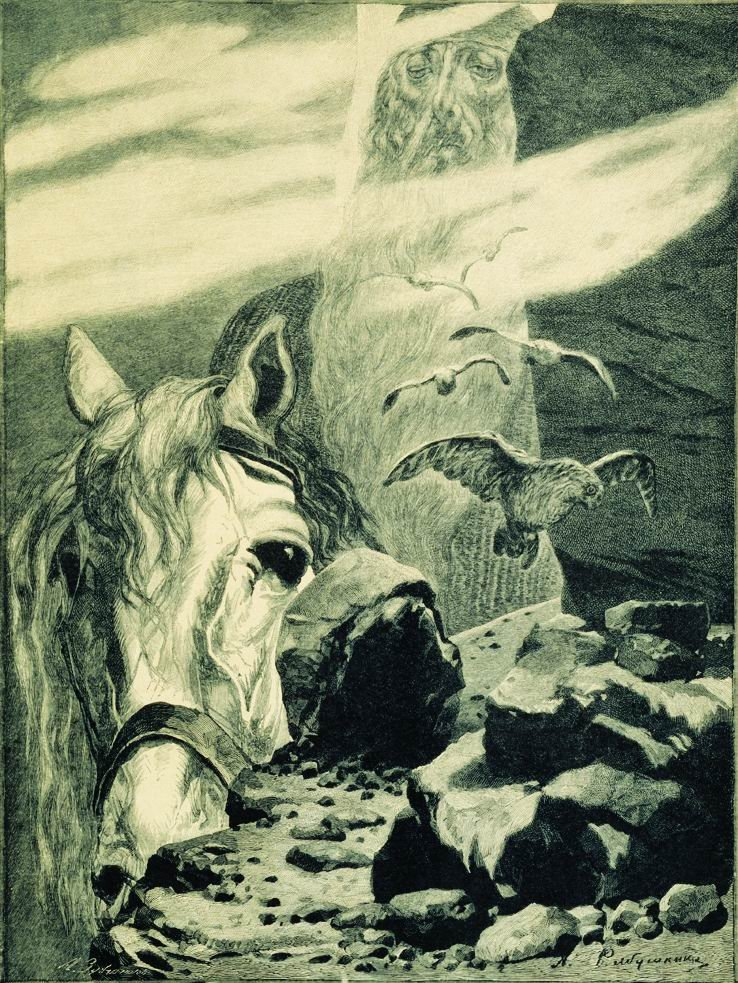
Svyatogor door Andrej Rjaboesjkin, 1895.

Svjatogor (Russisch: Святого́р) is een legendarische ridder, die in de mythische byliny (balladen) voorkomt van Oekraïne en Rusland.

## Betekenis
Svjatogor is Ruslands eerste oer-bogatyr (mythische held) en zijn naam betekent 'Heilige Berg', 'Inwijdingsberg'.

## Eerste verhaal
In het eerste verhaal zit Svjatogor op de hoogste top van de Heilige Bergen. Hij is zo zwaar geworden, dat de aarde hem bijna niet meer kan dragen. Maar hij neemt het risico en daalt met zijn paard de Karpaten af. Hij zoekt een tegenstander en werpt zijn knots van driehonderd poed in de lucht en vangt hem weer op.
'Vond ik 's werelds zwaartepunt, dan zou ik aan de hemel een ring met een ketting bevestigen en hemel en aarde naar elkaar toetrekken en ze met een brug verbinden.'
Er verschijnt op de steppe een kleine man met een buidel. Het is Mikoela Seljaninovitsj, die de sterke Svjatogor vraagt of hij zijn buidel kan dragen. Svjatogor komt van zijn paard en hoe hij het ook probeert hij krijgt de buidel niet van de grond. In de buidel zit de gehele last van de aarde.
'De last van de aarde heeft Svjatogor gevonden, maar hem dragen kan hij niet.'

## Tweede verhaal

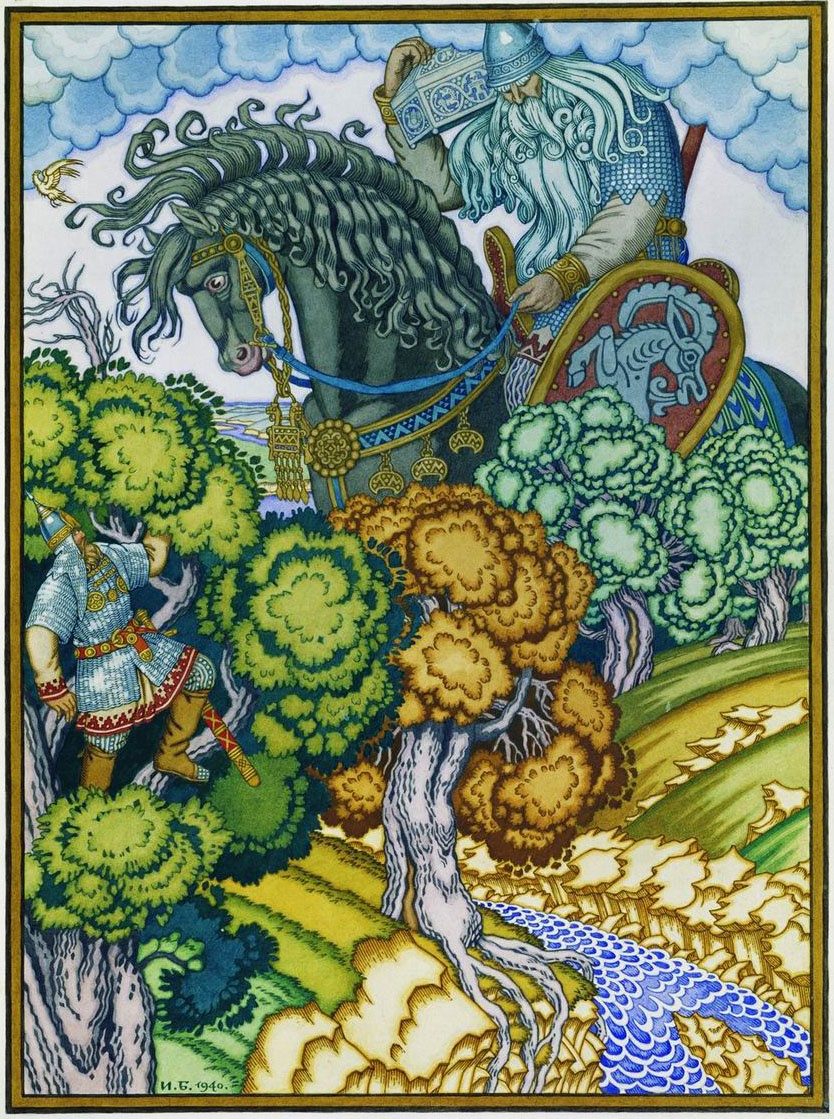
Ilja Moeromets en Svjatogor, Ivan Bilibin, 1940

Het tweede verhaal gaat over Ilja Moeromets en Svjatogor. Dobrynja Nikititsj zingt voor koning Vladimir en zijn bogatyri (ridders) en begeleidt zich op de goesli (een snaarinstrument). Hij zingt van Svjatogor.
'De mensen zeggen dat Svjatogor uiteindelijk geheel in de grond verdween en stierf.'
Volgens een bojaar zit Svjatogor nog in de bergen en Aljosja Popovitsj daagt Ilja Moeromets uit om het te onderzoeken. Ilja gaat met Dobrynja op pad. Bij de Karpaten gaan ze elk een andere weg en Ilja beklimt de Heilige Bergen. Op een plateau ziet hij Svjatogor slapen op zijn traag voortstappende paard. Na drie pogingen om de reus wakker te maken, steekt Svjatogor Ilja met paard en al in zijn zak en slaapt verder. Na achtenveertig uur wordt het reuzepaard moe en zakt tot de knieën in de aarde. Svjatogor ontwaakt en vraagt dan aan Ilja wie hij is. Ze sluiten vriendschap en gaan samen verder. Tot er op de weg een reuzedoodskist ligt met de tekst:
'Wie deze doodskist past, voor die is hij bestemd.'
Ilja blijkt er te klein voor, maar de kist past Svjatagor 'als een jas'. Het deksel en de kist groeien aan elkaar vast.
'Wee mij, ik ben levend begraven.'
roept Svjatogor en vraagt Ilja om hem met het 'oertijdzwaard' te bevrijden. Via een kier geeft hij aan Ilja zijn adem door om het zwaard te kunnen tillen. Maar met elke slag ontstaat er een extra ijzeren klemband om de kist. Svjatogor schikt zich in zijn lot en benoemt Ilja tot zijn opvolger. Hij mag het zwaard houden, het paard wordt aan de kist gebonden. Zo sterven reuzebogatyr en reuzepaard. Ilja keert terug naar het hof van koning Vladimir in Kiev.